# Paul Grünewald
Paul Grünewald (* 15. Januar 1912 in Frankfurt am Main; † 20. Oktober 1996 in Oberursel) war ein deutscher Widerstandskämpfer gegen den Nationalsozialismus.

## Leben
Der kaufmännische Angestellte Paul Grünewald wurde 1927 Mitglied im Zentralverband der Angestellten (ZDA). 1930 wurde er Mitglied der SPD und ihres Jugendverbands, der Jungsozialisten. Zu dieser Zeit leitete er auch eine Jugendgruppe des ZDA und erlebte schon erste Auseinandersetzungen mit Nazis in Frankfurt am Main. Mit Gründung der Sozialistischen Arbeiterpartei (SAP) 1931 schloss er sich dieser Partei an. Nach der Machtübernahme der Nationalsozialisten wurde der ZDA im Mai 1933 gleichgeschaltet und in den DHV überführt. Grünewald blieb mit seiner Gruppe im DHV, konnten doch unter dem Deckmantel legaler Ausflüge viele Jugendliche organisiert und durch politische Diskussionen und politische Schulung gegen die nationalsozialistische Propaganda immunisiert werden. Gleichzeitig wurde von Grünewald und seiner Gruppe die illegale politische Arbeit unterstützt sowie  Flugblätter und Zeitschriften hergestellt und verteilt. Die Widerstandsgruppe besorgte Pässe, Mitglieder fuhren Genossen, die fliehen mussten, mit dem Auto aus Frankfurt heraus. Zum 1. Mai 1934 produzierte und verteilte die Gruppe gezielt ein Flugblatt für Frankfurter Polizeibeamte, die vor 1933 in den Polizeidienst eingetreten waren. Grünewald selbst war bereits seit 1932 Mitglied der KPD und hatte auch später Kontakt zur „illegalen“ Bezirksleitung der KPD.
1934 wurde Grünewald zusammen mit 30 weiteren Mitgliedern der Widerstandsgruppe nach Verrat durch einen Spitzel verhaftet. 1935 wurde er zu dreieinhalb Jahren Haft verurteilt, die er in den Gefängnissen in Preungesheim und später in Zweibrücken verbrachte. Am Tag seiner Entlassung 1938 wurde er erneut verhaftet, da die Gestapo überzeugt war, dass Paul Grünewald eng mit der illegalen Bezirksleitung der KPD zusammengearbeitet hatte. Daraufhin wurde er in das KZ Buchenwald verbracht. Paul Grünewald überlebte dank der Solidarität der Genossen 1939 eine schwere Erkrankung. Er wird Schreiber im Häftlingsrevier, Sanitäter und Obduktionsgehilfe. Dort bildet er mit Karl Peix und Walter Krämer eine Widerstandsgruppe. Während dieser Zeit schrieb er auch auf Geheiß des Lagerarztes Erich Wagner und in dessen Namen eine Dissertation über Tätowierungen. Auf Betreiben seines Vaters und seiner Verlobten Gertrud Liebig wird Grünewald im Oktober 1940 auf Probe aus dem KZ entlassen. Dabei konnte er mehrere Partei- und Privataufträge von Häftlingen in Frankfurt erledigen.
Nach seiner Entlassung arbeitete Grünewald bei der amerikanischen Firma Bostik in Oberursel. Zum Jahresbeginn 1941 wurde er dort Abteilungsleiter und arbeitete in der Firma bis zu seiner Pensionierung.
Nach 1945 wurde Grünewald Mitbegründer der KPD Obertaunus. Er war als Betriebsrat tätig. Von 1948 bis 1952 war er Kreistagsabgeordneter der KPD im Obertaunus und Abgeordneter im Stadtparlament Oberursel. Später hielt er zahlreiche Vorträge an Schulen und Universitäten über die Zeit des Nationalsozialismus und trat auch im Fernsehen auf.
1991 wurde Paul Grünewald mit der Johanna-Kirchner-Medaille der Stadt Frankfurt am Main ausgezeichnet.

## Werke
- Paul Grünewald gehörte der international besetzten Redaktion an, die im Auftrag der Fédération Internationale des Résistants, des Internationalen Buchenwald Komitees und der Antifaschistischen Widerstandskämpfer in der Deutschen Demokratischen Republik das Buch Buchenwald. Mahnung und Verpflichtung. Dokumente und Berichte herausgegeben hat (Röderberg-Verlag, Frankfurt am Main 1960).
- KZ Osthofen. Material zur Geschichte eines fast vergessenen Konzentrationslagers. Röderberg-Verlag, Frankfurt am Main 1979, ISBN 978-3-87682-709-4 (2. Auflage 1983).
- Bernd Langer: Haben wir alles richtig gemacht? Interview zum Widerstand im KZ Buchenwald mit Paul Grünewald, CD, Berlin 2013.[1]
- Paul Grünewald: Frankfurter ZdA-Jugend im Widerstand. In: Axel Ulrich (Bearb.): Hessische Gewerkschafter im Widerstand 1933–1945. Hrsg.: DGB-Bildungswerk Hessen u. Studienkreis zur Erforschung und Vermittlung der Geschichte des deutschen Widerstandes 1933–1945. Gießen 1983, ISBN 3-87038-099-3, S. 54–59.